# Hamida Djandoubi
Hamida Djandoubi (Túnis, 1949 – Marselha, 10 de setembro de 1977) foi a última pessoa a ser guilhotinada na França. Ele era um imigrante tunisiano e foi condenado por tortura seguida do assassinato de Elisabeth Bousquet, de 21 anos. Após ter perdido o seu último recurso, foi guilhotinado no alvorecer do dia 10 de setembro de 1977.
O último executado publicamente na guilhotina fora Eugen Weidmann, em 17 de junho de 1939. Desde então as execuções eram feitas no interior das prisões. A lei que aboliu a pena de morte na França só foi assinada em 30 de setembro de 1981.

## Biografia
Nascido na Tunísia por volta de 1949, Hamida Djandoubi imigrou para a França em 1968, tendo ido viver em Marselha, onde chegou a estudar Direito, antes de ir trabalhar na agricultura. Foi trabalhando como agricultor que ele sofreu um acidente de trabalho em 1971 com um trator, que resultou na perda de dois terços de sua perna direita.
Era conhecido como um homem bonito e de fala mansa, o que atraía as mulheres. "Ele sempre cativava as mulheres", escreveu o autor do livro When the Guillotine Fell, Jeremy Mercer.
Mercer contou uma história no livro, relatando que quando Hamida tinha 10 anos, numa festa de família, teria se excedido com uma vizinha. A mãe o teria "pego no flagra" e à noite o bateu com um cinto, tendo depois colocado harissa (pimenta) em seu ânus "para ter certeza de que ele tinha entendido a mensagem".

## Crimes
Em 1973, uma mulher de 21 anos chamada Elizabeth Bousquet, que Djandoubi conheceu no hospital enquanto se recuperava de sua amputação, apresentou uma queixa na polícia, alegando que ele tentou forçá-la a se prostituir.
Após a sua detenção e eventual libertação da custódia durante a primavera de 1973, Hamida Djandoubi serviu como agenciador de duas garotas de programas de sua confiança, Annie e Amaria. Em 03 de julho de 1974, como vingança, ele sequestrou Elizabeth e levou-a para sua residência, onde, à vista das duas prostitutas que agenciava, a agrediu fisicamente e a torturou com um cigarro aceso, queimando-a nos seios e na área genital. Elizabeth sobreviveu às agressões e torturas, mas Hamida levou-a de carro para os arredores de Marselha e estrangulou-a. Em seu retorno à casa, Hamida alertou as duas prostitutas a não dizerem nada do que tinham visto.
O corpo de Elizabeth, com diversos ferimentos, foi descoberto em um galpão por um menino em 7 de julho de 1974, perto da vila de Grans, mas demorou um mês até que ela fosse identificada, mesmo que os policiais tenham batido de porta em porta na região onde o corpo havia aparecido.
Quase um mês depois do crime, em 1.º de agosto de 1974, Hamida encontrou uma adolescente de 14 anos chamada Houria, que estava sozinha, sentada num banco, e que ele convidou para ir até seu apartamento para comer alguma coisa. No local, ele lhe deu bebida alcóolica e descobriu que ela havia fugido de casa, tendo depois a forçado a escrever cartas de despedida para sua família. No segundo dia em que estava cativa, onde também estavam Annie e Amaria, após tentar fugir, ela foi espancada e levou choques. Hamida então teria dito para ela que daí em diante ela teria que trabalhar para ele como prostituta. No terceiro dia de cativeiro, Hamida a estuprou, o que passou a ser constante então. Entre as torturas, ele usava um cinto para bater nas três mulheres e ao menos em Houria e Elisabeth usou harissa, que colocou em suas partes íntimas. 
No dia 08 de agosto, aproveitando que Hamida havia saído com Annie, Houria convenceu Amaria a fugir e ambas foram até a polícia para denunciá-lo. "Mas o interesse dos policiais estava no que Amaria tinha a dizer", escreveu Mercer.

### Testemunha-chave
Amaria então contou aos policiais que durante meses havia sido agredida e forçada à prostituição, revelando que era obrigada a ter relações com dez homens em sequência. Ela também disse que em julho outra moça havia sido levada ao apartamento e que ela se chamava Elisabeth Bousquet. "Amaria deu detalhes precisos do horror", reportou Mercer.

## Prisão e pena
Após o depoimento de Amaria, no dia 08 de agosto de 1974, às 10h15min da manhã, quatro policiais foram até o apartamento de Hamida na Villa Paradis onde não encontraram ninguém. Eles então vigiaram o local através da janela e viram quando ele chegou no seu carro Simca. Quando entrou no apartamento, o criminoso foi algemado, enquanto os policiais revistavam o local, onde encontraram armas. Amaria mostrou um esconderijo atrás da cama, onde a polícia encontrou um caderno de anotações: na segunda página, o nome de Elisabeth e seu endereço na Rua Consolat.
Em 24 de fevereiro de 1977, após um processo de pré-julgamento longo, Djandoubi finalmente apareceu no tribunal de Aix-en-Provence, acusado de tortura, assassinato, estupro e violência premeditada. Sua principal defesa girava em torno dos supostos efeitos da amputação de sua perna seis anos antes que seu advogado alegou ter levado a um paroxismo de abuso de álcool e violência, transformando-o em um homem diferente. No entanto, foi condenado à morte em 25 de fevereiro. O recurso contra sua sentença foi indeferido em 9 de junho e na madrugada de 10 de setembro de 1977 ele foi informado de que seria executado às 4h40.
Após a execução, antes da qual teria fumado dois cigarros e bebido um pouco de rum, seu corpo foi enterrado no cemitério de Saint-Pierre.

## Na história popular
A história de vida de Hamida Djandoubi é contada no livro When the Guillotine Fell (Quando a Guilhotina Caiu, em português), escrito pelo autor canadense Jeremy Mercer.